# Kiss Kiss Kiss (chanson de KAT-TUN)
Pour les articles homonymes, voir Kiss Kiss Kiss.
Singles de KAT-TUN
Dead or Alive
(2015)
Kiss Kiss Kiss est le 24e single du groupe KAT-TUN sorti sous le label J-One Records le 11 mars 2015 au Japon. Il sort en format CD et CD+DVD. Il arrive 1er à l'Oricon et reste classé 10 semaines.

## Liste des titres
| 1. | Kiss Kiss Kiss                      | 25→graffiti | Ocean94                   |  |
| 2. | Race Goes On                        | NOYCE'      | King of slick             |  |
| 3. | Nothing Else Matters                | RUCCA       | Jon Hallgren, Peter Boyes |  |
| 4. | Kiss Kiss Kiss (Instrumental)       |             |                           |  |
| 5. | Race Goes On (Instrumental)         |             |                           |  |
| 6. | Nothing Else Matters (Instrumental) |             |                           |  |

| 1. | Kiss Kiss Kiss         | 25→graffiti | Ocean94                                           |  |
| 2. | Phantom                | KAHLUA      | Manabu Marutani, Kenichi Takemoto, Command Freaks |  |
| 3. | Phantom (Instrumental) |             |                                                   |  |

| 1. | Kiss Kiss Kiss (PV+Making of) |  |

| 1. | Kiss Kiss Kiss                                            | 25→graffiti          | Ocean94                 |  |
| 2. | Ray                                                       | FOREST YOUNG         | TKMZ, Victor Newman     |  |
| 3. | Kirarito (Taguchi Junnosuke & Nakamaru Yuichi) (キラリト) | 田口淳之介, 中丸雄一 | Albi Albertsson, DAICHI |  |
| 4. | Arigatô (Kamenashi Kazuya & Ueda Tatsuya) (ありがとう)    | 上田竜也             | Kei Yoshikawa           |  |
| 5. | Ray (Instrumental)                                        |                      |                         |  |

| 1. | Shuffle Kat-tun (シャッフルKAT-TUN) |  |